# Audnedal
Audnedal var en indlandskommune på 251 km² med centrum i Konsmo i Vest-Agder fylke i Norge. I 2011 var den valgt til Norges bedste kommune at bo i, og den rangerede højt i årevis.
Kommunen grænsede til Åseral i nord, til Aust-Agder og Marnardal i øst, til Lindesnes i syd og til Lyngdal og Hægebostad i vest. Audnedal kommune blev oprettet i 1964 ved sammenslutning af Grindheim, Konsmo og lidt af Bjelland kommune. Fra 1. januar 2020 er Lyngdal og Audnedal kommuner lagt sammen.
Audnedal var opkaldt efter elven Audna, der løber gennem området fra nord til syd.
Riksvei 460 går gennem floddalen, og Sørlandsbanen krydser området, da Audnedal station er stoppested for fjerntog. Vest for stationen går banen gennem Hægebostadtunnelen, som er Norges sjette længste jernbanetunnel.
I mange år var Audnedal den eneste kommune i Norge, hvor man ikke måtte købe øl i forretningerne, men i 2002 åbnede også Audnedal for ølsalg.

## Befolkningsudvikling
I 1875 havde Audnedal 2.159 indbyggere – det højeste, som er registreret. Indbyggertallet sank jævnt frem mod anden verdenskrig. I 1930 lå tallet på 1.622. Nedgangen skyldtes blandt andet at en lang række gårde blev urentable.
Mange udvandrede også til Amerika for at finde et nyt arbejde. Over 1.200 personer med Undal som hjemsted er registreret som emigranter alene i årene fra 1877 til 1907. Sandsynligvis rejste omkring 2.500 personer fra Audnedalen over Atlanten permanent eller for kortere eller længere tid frem til 1940.